# Continuità di governo
Con continuità di governo si indicano l'insieme delle procedure che consentono ad un governo di continuare le sue operazioni essenziali, in caso di un evento catastrofico. Teorizzata per la prima volta e parzialmente applicata dal governo britannico, prima e durante la seconda guerra mondiale, per far fronte ad eventi come i bombardamenti della Luftwaffe durante la battaglia d'Inghilterra, durante e dopo la Guerra Fredda diversi paesi svilupparono tali piani per evitare (o ridurre al minimo) la confusione e il disordine dovuti a un vuoto di potere all'indomani di un attacco nucleare.

## Per stato

### Canada
Il Canada ha costruito numerosi bunker nucleari in tutto il paese, soprannominati "Diefenbunkers", dal cognome dell'allora primo ministro John Diefenbaker. Nel 2016, il Privy Council Office stipulò un accordo con il Dipartimento della Difesa Nazionale per aprire due bunker per i funzionari governativi, durante la crisi nucleare nordcoreana.

### Cina

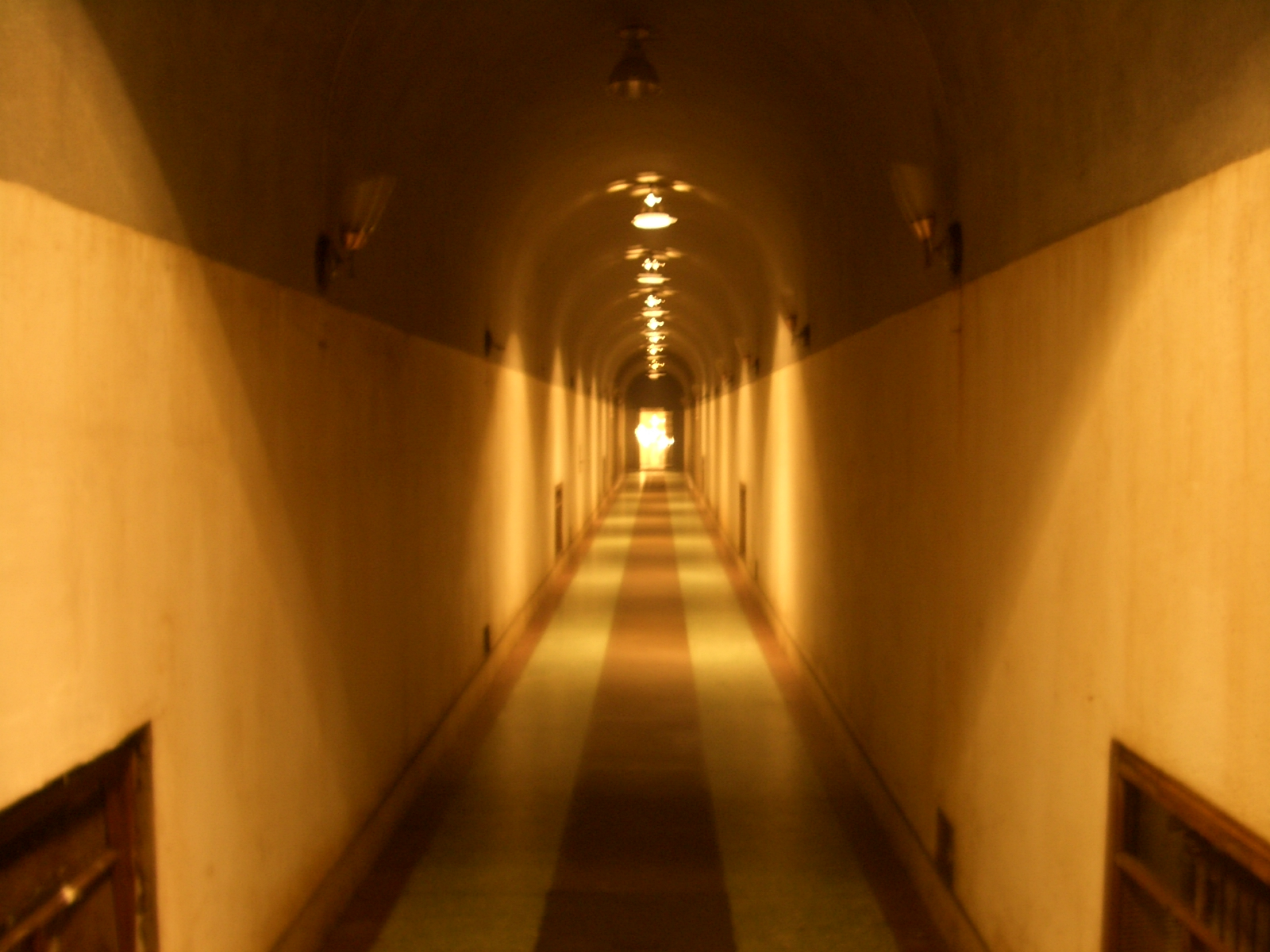
In un tunnel del Progetto 131

La Repubblica popolare cinese (RPC) sviluppò un complesso di bunker chiamato progetto sotterraneo 131, destinato ad essere il quartier generale dell'EPL nell'Hubei, nell'eventualità di un conflitto nucleare. Costruito a causa della scissione sino-sovietica durante la Guerra Fredda, nel 1981, il sito del Progetto 131 ad oggi è in gestione alle autorità civili dello Xianning.

### Cechia
L'impianto K-116 sotto la collina di Zlíchov nella parte occidentale di Praga è stato designato per ospitare il governo cecoslovacco in caso di attacco nucleare (insieme all'impianto K-9 a Jihlava).

### Danimarca
Durante la Guerra Fredda, la Danimarca costruì due complessi di bunker, denominati REGAN Vest e REGAN Øst, rispettivamente nello Jutland e in Zelanda. L'idea era di avere metà del governo e della famiglia reale in un bunker e l'altra metà nell'altro, consentendo la continuità del governo, anche se uno dei bunker fosse stato distrutto o scollegato dalla rete di comunicazione nazionale.

### Francia
Il Centre d'opération des force aériennes stratégiques (COFAS) è un centro di comando rafforzato per le forze nucleari francesi presso la base aerea di Taverny a Taverny, in Val d'Oise. Un secondo centro di comando nazionale, di minore importanza, si trova nella base di Mont Verdun, vicino a Lione.
Il quartier generale rafforzato della Force océanique stratégique (FOST), la flotta nucleare SSBN francese, si trova a Brest, nel Finistère.

### Germania
La Germania gestiva un bunker governativo, denominato Regierungsbunker, per ospitare il governo tedesco, il parlamento e tutto il personale federale necessario per far funzionare il governo in caso di guerra o grave crisi. È stato dismesso nel 1997.

### Irlanda
In Irlanda, il Comitato per la sicurezza nazionale è il canale attraverso il quale i funzionari comunicano con il Taoiseach (Primo ministro) e/o con i membri del gabinetto, se il normale canale di comunicazione con il loro ministro non è più disponibile. Bozze di legge sui poteri di emergenza sono state redatte in segreto, compresa la legislazione per far fronte a circostanze come un attacco al gabinetto di governo particolarmente grave.
Durante il periodo della Guerra Fredda, era previsto che i ministri di gabinetto, alti funzionari pubblici e consiglieri militari avrebbero utilizzato un bunker nucleare sotterraneo a Custume Barracks, vicino ad Athlone, in caso di attacco nucleare. Il bunker era dotato di un centro di comando e di controllo, con apparecchiature di comunicazione - che aveva una linea diretta con il governo britannico a Whitehall - una sala delle mappe, cucina, camera da letto e servizi igienici.

### Israele
Nel dicembre 2003 è stato costruito un centro nazionale sotterraneo di gestione delle crisi in un luogo segreto nelle montagne della Giudea sotto Gerusalemme. Un altro bunker di comando e controllo è in costruzione presso Givat Ram.

### Nuova Zelanda
Il governo della Nuova Zelanda ritiene che lo scenario disastroso più probabile che possa colpire il governo sia un grande terremoto a Wellington. Il governo ha in programma di trasferire il Parlamento ed il personale essenziale alla base navale di Devonport ad Auckland, nel caso di un evento del genere.

### Norvegia
Il governo norvegese gestisce un bunker nucleare chiamato Sentralanlegget nella contea di Buskerud. Il bunker ha lo scopo di ospitare la famiglia reale norvegese ed il governo in caso di attacco nucleare/militare alla nazione, e di fungere anche da quartier generale in tempo di guerra. Un secondo bunker è situo al di sotto di Høyblokka, nel centro di Oslo.

### Russia

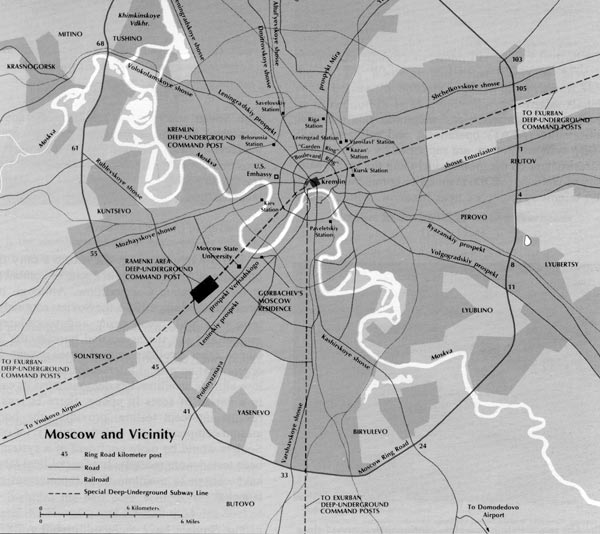
Mappa del sistema Metro-2 come supposto dall'intelligence militare degli Stati Uniti nel 1991.

Si sa molto poco sui piani CdG della Russia. È probabile che una vasta struttura sotterranea che risiede nei tunnel scavati nel monte Yamantau sia correlata alla sopravvivenza del governo russo, date le sue dimensioni e la sua storia di costruzione decennale, iniziata durante il governo di Leonid Brezhnev (1964-1982). Il colonnello Oleg Gordievsky, disertore del KGB, affermò che un'organizzazione, nota come Direzione 15, era (o è) incaricata di costruire e mantenere una rete di centinaia di bunker di comando sotterranei per la leadership sovietica (ora russa); questo include il vasto sito sotto il monte Yamantau, che è spesso chiamato Mezhgorye / Межго́рье dalla città chiusa che si trova nelle vicinanze. Tuttavia, si ipotizza, a causa della sua vicinanza a Chelyabinsk-70, che Yamantau sia un complesso sotterraneo di 400 miglia quadrate che ospita testate nucleari, missili, controlli di lancio e diverse fabbriche di armi nucleari progettate per continuare la produzione dopo un'ipotetica guerra nucleare.
Allo stesso modo si ipotizza che il secondo centro di comando e controllo negli Urali, dopo Yamantau, sia sotterraneo e situato vicino Kosvinsky Kamen. Si ritiene che il sito ospiti il comando alternativo delle forze missilistiche strategiche russe, per compensare la vulnerabilità dei vecchi centri di comando dell'era sovietica nella regione di Mosca. Nonostante ciò, i posti di comando primari per le forze missilistiche strategiche rimangono Kuntsevo, a Mosca, e nel monte Kosvinsky, negli Urali. La struttura di Kosvinsky, terminata all'inizio del 1996, è stata progettata per resistere alle testate statunitensi che penetrano nella terra e svolge un ruolo simile a quello del Complesso montuoso americano di Cheyenne.
Ulteriori centri di comando sono vicino a Cechov, centro di comando dello Stato Maggiore russo in tempo di guerra, sepolto in profondità nel sottosuolo, ed a Sharapovo, a circa 80 chilometri a sud di Mosca, costruito negli anni '50. Si ritiene che Sharapovo sia stato il principale centro di comando di riserva per la leadership dell'era sovietica. Si crede che sia Cechov che Sharapovo abbiano ciascuno la capacità di ospitare circa 30.000 persone. In alternativa a Sharapovo, una base di leadership politica secondaria si trova a Chaadayevka, circa 650 chilometri a sud-est di Mosca, vicino alla città di Penza.
Si dice anche che ci siano ben 12 livelli sotterranei sotto la capitale russa di Mosca per proteggere il governo del Cremlino; noto come direzione principale dei programmi speciali del presidente (Glavnoye Upravlenie Specialnih Program: GUSP), il diretto successore della 15a Direzione del KGB, istituita nel 1977. Si dice che il GUSP sovrintenda, tra gli altri siti, una linea di binari paralleli lungo la metropolitana di Mosca, nota come la "linea del Cremlino" Metro-2 o D-6, operativa in caso di emergenza. Si crede che due delle destinazioni di questo sistema siano il vecchio quartier generale del KGB, ora quartier generale dell'FSB, in piazza Lubjanka, ed un enorme bunker sotterraneo, adiacente all'Università statale di Mosca. Un'altra presunta destinazione sotterranea, a parte la già citata città sotterranea di Ramenki, è l'aeroporto Vnukovo. Nonostante l'ambiguità ufficiale dello stato russo, si ipotizza che molti dei bunker di Mosca siano effettivamente collegati da una linea ferroviaria sotterranea.

### Svezia
In caso di guerra, il Riksdag può riunirsi altrove e, se necessario, una delegazione di guerra sostituirà il Riksdag. La delegazione di guerra è composta dal presidente e da 50 membri del Riksdag. Il governo può mettere in vigore una serie di atti abilitanti per regolamentare, ad esempio, il razionamento, l'esportazione ed il sequestro di proprietà. Se il governo non è in grado di svolgere i propri compiti, il Riksdag può decidere la formazione di un nuovo governo. Allo stesso modo, se il Riksdag e la Delegazione di guerra non sono in grado di svolgere i propri compiti, il governo può assumere i poteri del Riksdag, ma con alcune limitazioni.
Durante la Guerra Fredda, sotto Stoccolma fu costruito il Klara skyddsrum ("rifugio Klara" o "bunker Klara"). Il bunker è progettato per ospitare due terzi del governo e tra 8.000 e 12.000 civili in caso di attacco militare a Stoccolma. È concepito come un grande ovale a due piani, con ingressi multipli. In tempo di pace, parti di esso vengono utilizzate come garage. La Svezia ha costruito oltre 65.000 rifugi antiatomici in case normali, ed ogni contea ha almeno un grande bunker sotterraneo che controlla un numero di bunker più piccoli sul territorio comunale.

### Turchia
Il gabinetto e gli uffici presidenziali, con sede nella capitale Ankara, hanno sedi secondarie ad Istanbul ed a Smirne.

### Regno Unito
Il principale quartier generale del CdG britannico è presso il Ministero della Difesa a Whitehall. Il quartier generale di guerra era invece precedentemente mantenuto in un complesso di cave vicino a Corsham, nel Wiltshire.
I centri di comando nucleari delle forze armate sono a Northwood per la Royal Navy Trident SSBN e nella base RAF High Wycombe per la Royal Air Force.

### Stati Uniti
La continuità del governo americano fu minacciata per la prima volta alla fine del 1776, quando le forze britanniche avanzarono verso la capitale continentale a Filadelfia. Il 9 dicembre, il Congresso continentale approvò una risoluzione in previsione di una cattura britannica:
Nel caso in cui questo Congresso si trovasse nella necessità di allontanarsi da Filadelfia, sarà tenuto a Baltimora.
Il Congresso venne spostato come previsto tre giorni dopo. Altri trasferimenti seguirono nel corso della guerra rivoluzionaria.
Per la maggior parte della loro esistenza, gli Stati Uniti hanno operato senza un piano di continuità permanente. Quando le forze britanniche incendiarono Washington nel 1814, il Segretario di Stato James Monroe ricevette solo poche ore di preavviso per rimuovere i registri governativi. Sebbene il suo staff abbia salvato molti documenti preziosi, molti sono stati comunque distrutti e l'amministrazione successiva ne risentì particolarmente.
Nel 1952, il presidente Truman ordinò a tutti gli uffici federali di sviluppare i propri piani di continuità in preparazione di un'eventuale emergenza di protezione civile. I piani sono stati mantenuti ed adattati da allora, a volte richiedendo la costruzione di strutture segrete come la struttura di emergenza del Congresso nella contea di Greenbrier, in West Virginia. L'attuale politica di continuità è definita nella direttiva sulla politica di sicurezza nazionale 51 e nel suo piano di attuazione. Il piano di continuità è stato attivato per la prima volta durante gli attacchi dell'11 settembre 2001. I documenti di azione di emergenza presidenziale (PEAD) sono bozze di ordini esecutivi classificati, proclami e messaggi al Congresso preparati affinché il Presidente degli Stati Uniti eserciti od espanda i propri poteri in previsione di una serie di ipotetici scenari di emergenza.
La linea di successione presidenziale degli Stati Uniti è l'ordine in cui i funzionari del governo federale degli Stati Uniti assumono i poteri ed i doveri della carica di presidente degli Stati Uniti se il presidente in carica diventasse impedito all'esercizio delle sue funzioni, morisse, si dimettesse o venisse rimosso dall'incarico. È stato adottato nel 1947 e rivisto l'ultima volta nel 2006. Il sopravvissuto designato è un individuo in linea di successione, scelto per stare lontano da eventi come i discorsi sullo stato dell'Unione e le inaugurazioni presidenziali.